# بتو، نیو ساوت ولز
بتو (به انگلیسی: Bateau Bay) یک حومه شهر در استرالیا است که در نیو ساوت ولز واقع شده‌است.